# لاکی لوچانو (فیلم)
لاکی لوچانو (به انگلیسی: Lucky Luciano) فیلمی در ژانر درام و جنایی به کارگردانی فرانچسکو رزی محصول ایالات متحدهٔ است که در سال ۱۹۷۳ منتشر شد.

## بازیگران
- جان ماریا ولونته
- راد استایگر
- وینسنت گاردنیا
- ژاک مونو
- ادموند اوبرایان
- لری گیتس
- ماگدا کونوپکا
- سیلوریو بلازی
- کارلو ماتسارلا